# Underbelly: The Golden Mile
Underbelly: The Golden Mile es un exitoso drama australiano conformado por 13 episodios. La miniserie es secuela de la segunda temporada de la serie titulada Underbelly: A Tale of Two Cities transmitida en el 2009. El programa comenzó sus transmisiones el 11 de abril de 2010 por medio de la cadena Nine Network a las 8:30. 
El cual vagamente está basado en hechos reales que suceden en los clubes nocturnos de los suburbios de Kings Cross en Sídney entre los años 1988 a 1999. 
La historia cuenta los excesos del imperio, el colapso del mismo, el caos que siguió y la victoria definitiva de la policía honesta y fuerte en contra de los criminales y su propia policía corrupta.
Ente los personajes principales de esta temporada se encuentran el criminal John Ibrahim, la ex prostituta convertida en agente secreta Kim Hollingsworth, los hermanos Bayeh, los traficantes de drogas Danny "DK" Karam & Benny Kassab, los policías corruptos Trevor Haken & Chook Fowler, el asesino convicto Michael Kanaan y el apostador de carreras George Freeman y su socio Lenny McPherson. 
Varios de los personajes que interpretaron a los policías corruptos de la segunda temporada regresan interpretando sus mismos personajes en esta tercera temporada.

## Historia
La serie transcurre en Kings Cross en Sídney, en especial en las calles de Sídney conocidas como "The Golden Mile".
La trama se centra en el empresario vinculado con el crimen organizado John Ibrahim, la antigua prostituta y ahora estudiante de policía & agente secreta Kim Hollingsworth, el operador de casinos ilegales George Freeman, el criminal Lenny McPherson, el político John Hatton, entre otros.

## Personajes

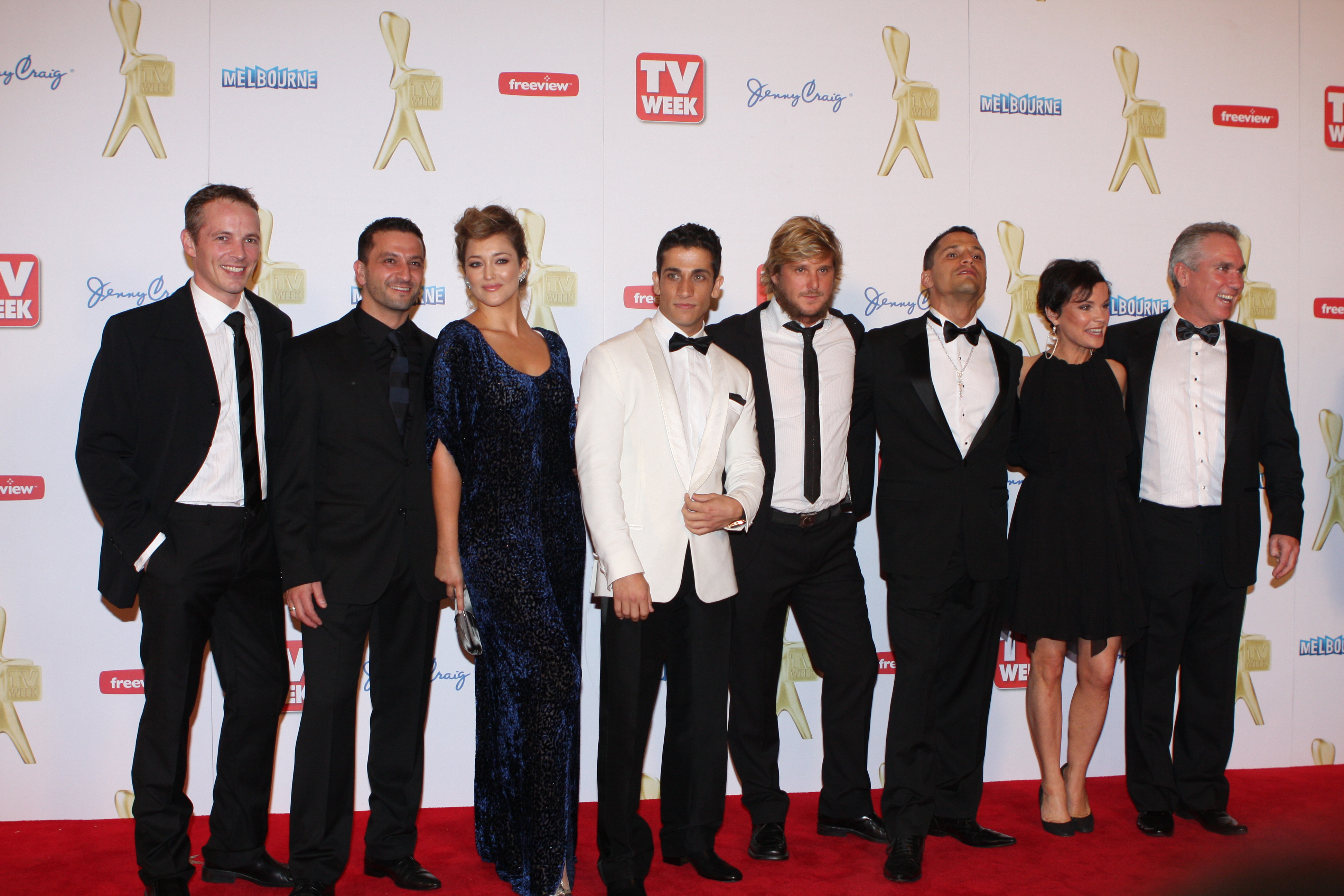
Parte del elenco de Underbelly: The Golden Mile.

| Actor               | Personaje                 | Trabajo                                         | N.º de Episodios |
| ------------------- | ------------------------- | ----------------------------------------------- | ---------------- |
| Emma Booth          | Kim Hollingsworth         | Oficial Encubierta                              | 13               |
| Firass Dirani       | John Ibrahim              | Propietario del Club Nocturno Kings Cross       | 13               |
| Wil Traval          | Joe Dooley                | Policía de Kings Cross                          | 13               |
| Cheree Cassidy      | Debbie Webb               | Detective de Kings Cross                        | 13               |
| Dieter Brummer      | Trevor Haken              | Detective Corrupto de Kings Cross               | 13               |
| Paul Tassone        | Dennis Kelly              | Inspector en Jefe Corrupto                      | 13               |
| Daniel Roberts      | Jim Egan                  | Detective Corrupto de Kings Cross               | 13               |
| Salvatore Coco      | Harry "Hammer" Hammoud    | Asociado de Ibrahim                             | 13               |
| Damien Garvey       | Graham "Chook" Fowler     | Detective Corrupto de Kings Cross               | 12               |
| Diarmid Heidenreich | Eddie "Parrot" Gould      | Detective Corrupto de Kings Cross               | 10               |
| Hazem Shammas       | Bill Bayeh                | Traficante de Drogas en Kings Cross             | 10               |
| Rob Carlton         | Neville "Scully" Scullion | Detective Corrupto de Kings Cross               | 8                |
| Dan Mor             | Danny "DK" Karam          | Líder & Traficante de Drogas en Kings Cross     | 8                |
| Sigrid Thornton     | Geraldine "Gerry" Lloyd   | Investigadora de la Comisión Real               | 7                |
| Michael Vice        | Benny Kassab              | Traficante de Drogas en Kings Cross             | 6                |
| Steve Bastoni       | Louis Bayeh               | Criminal en King Cross                          | 6                |
| John McNeil         | Lenny McPherson           | Traficantes de Armas & Líder de la Delincuencia | 4                |
| Ryan Corr           | Michael "Doc" Kanaan      | Teniente de DK & Miembro de la banda DK Boys    | 4                |
| Peter O'Brien       | George Freeman            | Apostador Ilegal & Mentor de Ibrahim            | 3                |

### Personajes Recurrentes
| Actor                    | Personaje                    | Trabajo                                               | N.º de Episodios |
| ------------------------ | ---------------------------- | ----------------------------------------------------- | ---------------- |
| Peter Scarf              | Andrew                       | Oficial                                               | 12               |
| Tom O'Sullivan           | Sean "Grunter" Sinclair      | Detective Corrupto de Kings Cross                     | 11               |
| Natasha Cunningham       | Melisaa Hollingsworth        | Hermana de Kim & Prostituta                           | 7                |
| Johnny Lahoud            | Captain Jack                 | Asociado de Bill Bayeh                                | 7                |
| Natalie Bassingthwaighte | Maria Haken                  | Esposa de Trevor Haken                                | 6                |
| Sophie Hensser           | Monica                       | Mesera & Novia de Benny Kassab                        | 5                |
| Toby Leonard             | Dave                         | Sargento de Kings Cross & Amante de Kim Hollingsworth | 5                |
| Andrew Bibby             | Greg Locke                   | Detective de Fraude & Esposo de Debbie Webb           | 4                |
| Matt Day                 | Sid Hillier                  | Inspector que dirige el Strike Force Lancer           | 4                |
| Georgina Haig            | Georgina Freeman             | Esposa de George Freeman                              | 3                |
| Ben Wood                 | Don "Bad" Denucci            | Gerente & Copropietario del Hotel Budget con DK       | 3                |
| John Waters              | MP John Hatton               | Político                                              | 3                |
| Ian Smith                | Ken Wallis                   | Político de NSW                                       | 3                |
| Jessica Tovey            | Wendy Jones                  | Policía e Interés Romántico de Ibrahim                | 3                |
| Mark Furze               | Trent                        | Novio de Kim Hollingsworth                            | 2                |
| Andrew Hazzard           | Michael                      | Novio de Kim Hollingsworth & Acosador                 | 2                |
| Hugo Johnstone-Burt      | Adam Andrews                 | Mejor amigo de Kannan & Miembro de la Banda de DK     | 2                |
| Ronny Mouawad            | Norm Korbage                 | Asociado de Kassab & Drogadicto                       | 1                |
| George Koutros           | Russel "Bubblehead" Townsend | Asociado de Ibrahim                                   | 1                |

## Episodios
La tercera temporada de la serie contó con 13 episodios.

## Premios y nominaciones
| Año  | Categoría                                              | Premio               | Nominada (o)                               | Resultado |
| ---- | ------------------------------------------------------ | -------------------- | ------------------------------------------ | --------- |
| 2011 | Most Popular New Male Talent                           | Logie Award          | Firass Dirani                              | Ganó      |
| 2011 | Most Popular New Female Talent                         | Logie Award          | Emma Booth                                 | Nominada  |
| 2011 | Most Popular Drama Series                              | Logie Award          | Underbelly: The Golden Mile                | Nominado  |
| 2011 | Most Outstanding New Talent                            | Graham Kennedy Award | Firass Dirani                              | Ganó      |
| 2011 | Most Outstanding New Talent                            | Graham Kennedy Award | Emma Booth                                 | Nominada  |
| 2011 | Most Outstanding Drama Series, Miniseries or Telemovie | Silver Logie Award   | Underbelly: The Golden Mile                | Ganó      |
| 2010 | Best Television Drama Series                           | AFI Award            | Peter Gawler & Elisa Argenzio              | Nominados |
| 2010 | Best Lead Actress in a Television Drama                | AFI Award            | Cheree Cassidy (episodio: Full Force Gale) | Nominada  |
| 2010 | Best Guest Or Supporting Actor in a Television Drama   | AFI Award            | Damian Garvey (episodio 10: Hurt on Duty)  | Ganó      |
| 2010 | Best Music for a Television Series                     | Screen Music Award   | Burkhard Dallwitz (episodio Alpha & Omega) | Ganó      |

## Locaciones
- Suburbio Kings Cross - En él se encuentran los clubes nocturnos donde los criminales venden sus drogas.
- Estación de Policía NSW - En él se muestran a los oficiales envueltos con los problemas del suburbio Kings Cross.

## Producción
Esta temporada es narrada por Caroline Craig, quien ha narrado las dos temporadas anteriores.
La tercera temporada de la serie criminal Underbelly recibió el nombre de Underbelly: The Golden Mile. Las fachadas de Longueville Road y el Coolangatta fueron utilizadas para las escenas de los clubes nocturnos de Kings Cross, como "The Love Machine".
La trama se desenvuelve en los suburbios de Kings Cross y muestran como los criminales realizan sus actividades ilícitas en este y la corrupción de algunos de los policías del lugar.
Jo Horsburg encargada del drama confirmó que varios de los personajes de la segunda temporada regresarían interpretando sus mismos personajes en esta tercera temporada.

## Tema Principal
La música de la serie es el tema "It's A Jungle Out There" de Burkhard Dallwitz.